# سوکافا
سوکافا (انگلیسی: Sukaphaa; c. 1189 – 1268 (aged 78–79)) بنیان‌گذار پادشاهی آهوم در آسام بود. او شاهزاده‌ای از تبار تای بود که در اوایل سدهٔ سیزدهم میلادی از ناحیهٔ «مولو» (واقع در یون‌نان امروزی در چین) همراه با حدود ۹۰۰۰ نفر از پیروانش، عمدتاً سربازان، خانواده‌هایشان و گروهی از خدمت‌کاران و حیوانات بارکش، به سمت غرب مهاجرت کرد. این کوچ در سال ۱۲۲۸ میلادی به درهٔ براهماپوترا در آسام رسید و نقطهٔ آغاز دوره‌ای جدید در تاریخ شمال‌شرق هند شد.
سوکافا پس از ورود، سیاستی هوشمندانه در پیش گرفت. او به جای درگیری مستقیم با مردمان بومی آسام، با آن‌ها پیوند برقرار کرد و گروه‌های مختلف قومی مانند بورهی‌ها، چوتیاها و قبایل نژادهای تبتی-برمه‌ای را به تدریج در جامعهٔ جدید ادغام نمود. این فرایند بعدها به نام «آهوم‌سازی» شناخته شد. با این روش، او توانست پایه‌های حکومتی تازه را بنیان بگذارد که چند سده دوام آورد.
پادشاهی آهوم که به دست او بنیان گذاشته شد، از سال ۱۲۲۸ تا ۱۸۲۶ ادامه یافت و بر بیشتر بخش‌های درهٔ براهماپوترا حکومت کرد. این حکومت نه تنها مرزهای سیاسی آسام را شکل داد، بلکه موجب پیوند فرهنگ تای با فرهنگ‌های محلی شد و هویتی تازه برای مردم منطقه ساخت.
سوکافا در تاریخ آسام به عنوان «چولهونگ سوکافا» (به معنای «شاه بزرگ» یا «پادشاه بزرگ مهاجر») شناخته می‌شود و احترام ویژه‌ای نزد مردم دارد. او نه فقط به خاطر بنیان‌گذاری سلسله‌ای پایدار، بلکه به دلیل شیوهٔ صلح‌جویانه و سیاست ادغام فرهنگی‌اش ستایش می‌شود. هر ساله روز ۲ دسامبر در آسام به یاد او «سوکافا دیباس» یا «روز سوکافا» نام‌گذاری شده و گرامی داشته می‌شود.